# My God (Flotsam and Jetsam)
My God è l'ottavo album in studio del gruppo musicale statunitense Flotsam and Jetsam, pubblicato nel 2001 dalla Metal Blade Records.

## Tracce
1. Dig Me Up To Bury Me - 5:46
2. Keep Breathing - 5:08
3. Nothing To Say - 5:19
4. Weather To Do - 5:21
5. Camera Eye - 3:48
6. Trash - 4:34
7. Praise - 2:02
8. My God - 5:24
9. Learn To Dance - 4:26
10. Frustrate - 3:28
11. Killing Time - 5:27
12. I.A.M.H. - 6:06 (include la traccia nascosta Trash (Acoustic)

## Formazione
- Edward Carlson - chitarra
- Eric A.K. - voce
- Jason Ward - basso
- Craig Nielsen - batteria
- Mark Simpson - chitarra
- Tory Edwards - violino